# Matilde II di Borbone
Matilde di Borbone-Dampierre (1234 – 1262) fu dama di Borbone dal 1249 e contessa di Nevers, di Auxerre e Tonnerre dal 1257 fino alla sua morte.

## Origine
Secondo la Histoire généalogique des ducs de Bourgogne de la maison de France, Matilde era la figlia primogenita di Arcimbaldo IX, signore di Borbone, e della moglie, Iolanda di Châtillon-Nevers, erede delle contee di Nevers, Auxerre e Tonnerre, che, secondo la Histoire du Bourbonnais et des Bourbons qui l'ont possédé, Volume 1, era figlia di Guido II di Châtillon Saint-Pol, e Agnese di Donzy, erede delle contee di Nevers, d'Auxerre e di Tonnerre.
Arcimbaldo IX di Borbone, sia secondo la Histoire du Bourbonnais et des Bourbons qui l'ont possédé, Volume 1, che gli Etude sur la chronologie des sires de Bourbon, Xe-XIIIe siecles, era figlio del Signore di Borbone, Arcimbaldo VIII e di Beatrice di Montluçon, che, come ci viene confermato dalla Chronica Albrici Monachi Trium Fontium, era figlia di Arcimbaldo signore di Montluçon e di una figlia di Dreux di Mello Signore di Saint-Bris.

## Biografia
Erede della signoria di Borbone, nel 1237, suo padre, Arcimbaldo IX, con il duca di Borgogna, Ugo IV, stipulò un contratto di matrimonio per Matilde ed il figlio primogenito di Ugo IV, Oddone, entrambi ancora bambini, come apprendiamo dalla Preuves de la généalogique des ducs de Bourgogne de la maison de France.
Nel 1248 fu celebrato il matrimonio tra Matilde e Oddone, che come ci viene confermato nel testamento del padre di Oddone, Ugo IV, del 1272, era il figlio primogenito del Duca di Borgogna ed in seguito re titolare di Tessalonica, Ugo IV di Borgogna e della prima moglie, Iolanda di Dreux, che, come ci viene confermato dalla Chronica Albrici Monachi Trium Fontium, era figlia del conte di Dreux e di Braine, Roberto III e della moglie (come ci viene confermato dal documento n° LXXIX del Cartulaire du comté de Ponthieu), Eleonora, signora di Saint-Valéry, come appendiamo dalla Histoire généalogique des ducs de Bourgogne de la maison de France.
Nel 1248, suo padre, Arcimbaldo IX, aderì alla crociata del re di Francia, Luigi IX il Santo; prima di partire, Arcimbaldo fece testamento, in cui dichiarava sue eredi le figlie, Matilde e Agnese (Mahaut et Agnetem filias meas) e indicava gli esecutori testamentari, lo zio Guido di Dampierre ed il cognato (marito di sua sorella Beatrice), Béraud VII, signore di Mercoeur (dominum G. de Dampnapetra avunculum meum, et dominum Beraudum de Mercolio sororium meum), ai quali aveva affidato la figlia, Agnese, promessa in sposa a Giovanni di Borgogna; la copia del testamento e riportata nelle Preuves de l'Etude sur la chronologie des sires de Bourbon, Xe-XIIIe siecles.
In quello stesso anno, i suoi genitori Arcimbaldo e Iolanda, partirono al seguito di Luigi IX; la flotta fece tappa a Cipro dove avrebbe passato l'inverno, ma l'epidemia che colpì l'esercito, portò alla morte Arcimbaldo, che morì a Cipro il 15 gennaio 1249; sua madre, Iolanda sopravvisse e rientrò in Francia col corpo del marito.
Matilde succedette al padre nella  Signoria di Borbone, come Matilde II, assieme al marito, Oddone di Borgogna-Nevers, che divenne signore consorte di Borbone.
Nel documento n° 321 dei Titres de la maison ducale de Bourbon, Oddone viene citato come Signore di Borbone (sire de Bourbon).
Quando, tra il 1251 ed il 1252, morì sua madre, Iolanda, Matilde divenne l'erede delle contee di Nevers, d'Auxerre e di Tonnerre, e alla morte della bisnonna, la contessa, Matilde I, nel (1257), divenne contessa di Nevers, Auxerre e Tonnerre, che governò assieme ad Oddone, che assunse il titolo di conte di Nevers, d'Auxerre e di Tonnerre.
Matilde morì nel 1262, e dopo la sua morte, il marito, Oddone, tenne la reggenza delle contee di Nevers, Auxerre e Tonnerre mentre il Borbone andò alla sorella di Matilde, la secondogenita Agnese.

## Figli
Matilde a Oddone diede quattro figlie:
- Iolanda (dicembre 1248-2 giugno 1280), contessa di Nevers[21]; sposò in prime nozze Giovanni Tristano di Valois, figlio di Luigi IX di Francia; Giovanni morirà senza darle figli. In seconde nozze si sposerà ad Auxerre, nel marzo 1272, con Roberto di Dampierre, come ci conferma la Iohannis de Thielrode Genealogia Comitum Flandriæ[22]
- Margherita (1250-4 settembre 1308, contessa di Tonnerre[23]; sposa di Carlo I d'Angiò, fratello di Luigi IX, come ci viene confermato dal Continuatio Chronici Guillelmi de Nangiaco[24]
- Alice (1251 - 1290), contessa di Auxerre[25], sposa di Giovanni I di Chalon[26]
- Giovanna (1253 - 1271)[27],

## Ascendenza
|                                           |                                     |                                                | Genitori                                |  |  | Nonni |  |  | Bisnonni                       |  |  | Trisnonni                         |  |
|                                           |                                     |                                                |                                         |  |  |       |  |  | Guido II, signore di Dampierre |  |  | Guglielmo I, signore di Dampierre |  |
|                                           |                                     |                                                |                                         |  |  |       |  |  | Guido II, signore di Dampierre |  |  | Guglielmo I, signore di Dampierre |  |
|                                           |                                     | Ermengarda di Moncy                            |                                         |  |  |       |  |  | Guido II, signore di Dampierre |  |  |                                   |  |
| Arcimbaldo VIII, signore di Borbone       |                                     |                                                |                                         |  |  |       |  |  | Guido II, signore di Dampierre |  |  |                                   |  |
|                                           |                                     | Matilde I, signora di Borbone                  | Arcimbaldo di Borbone                   |  |  |       |  |  |                                |  |  |                                   |  |
|                                           |                                     | Matilde I, signora di Borbone                  | Arcimbaldo di Borbone                   |  |  |       |  |  |                                |  |  |                                   |  |
|                                           |                                     | Matilde I, signora di Borbone                  | Alice di Borgogna                       |  |  |       |  |  |                                |  |  |                                   |  |
| Arcimbaldo IX, signore di Borbone         |                                     | Matilde I, signora di Borbone                  |                                         |  |  |       |  |  |                                |  |  |                                   |  |
|                                           |                                     | Arcimbaldo, signore di Montluçon               | Guglielmo II, signore di Montluçon      |  |  |       |  |  |                                |  |  |                                   |  |
|                                           |                                     | Arcimbaldo, signore di Montluçon               | Guglielmo II, signore di Montluçon      |  |  |       |  |  |                                |  |  |                                   |  |
|                                           |                                     | Arcimbaldo, signore di Montluçon               | Beatrice                                |  |  |       |  |  |                                |  |  |                                   |  |
| Beatrice di Montluçon                     |                                     | Arcimbaldo, signore di Montluçon               |                                         |  |  |       |  |  |                                |  |  |                                   |  |
|                                           |                                     | N. di Mello                                    | Dreux di Mello, signore di Saint-Bris   |  |  |       |  |  |                                |  |  |                                   |  |
|                                           |                                     | N. di Mello                                    | Dreux di Mello, signore di Saint-Bris   |  |  |       |  |  |                                |  |  |                                   |  |
|                                           |                                     | N. di Mello                                    | …                                       |  |  |       |  |  |                                |  |  |                                   |  |
| Matilde II, signora di Borbone            |                                     | N. di Mello                                    |                                         |  |  |       |  |  |                                |  |  |                                   |  |
|                                           | Gualtiero III, signore di Châtillon | Guido II, signore di Châtillon                 |                                         |  |  |       |  |  |                                |  |  |                                   |  |
|                                           | Gualtiero III, signore di Châtillon | Guido II, signore di Châtillon                 |                                         |  |  |       |  |  |                                |  |  |                                   |  |
|                                           | Gualtiero III, signore di Châtillon | Alice de Dreux                                 |                                         |  |  |       |  |  |                                |  |  |                                   |  |
| Guido II di Châtillon, conte di Saint-Pol | Gualtiero III, signore di Châtillon |                                                |                                         |  |  |       |  |  |                                |  |  |                                   |  |
|                                           |                                     | Elisabetta di Candavène, contessa di Saint-Pol | Ugo IV di Candavène, conte di Saint-Pol |  |  |       |  |  |                                |  |  |                                   |  |
|                                           |                                     | Elisabetta di Candavène, contessa di Saint-Pol | Ugo IV di Candavène, conte di Saint-Pol |  |  |       |  |  |                                |  |  |                                   |  |
|                                           |                                     | Elisabetta di Candavène, contessa di Saint-Pol | Iolanda di Hainaut                      |  |  |       |  |  |                                |  |  |                                   |  |
| Iolanda di Châtillon-Nevers               |                                     | Elisabetta di Candavène, contessa di Saint-Pol |                                         |  |  |       |  |  |                                |  |  |                                   |  |
|                                           |                                     | Erveo IV, barone di Donzy                      | Erveo III, barone di Donzy              |  |  |       |  |  |                                |  |  |                                   |  |
|                                           |                                     | Erveo IV, barone di Donzy                      | Erveo III, barone di Donzy              |  |  |       |  |  |                                |  |  |                                   |  |
|                                           |                                     | Erveo IV, barone di Donzy                      | Matilde di Gouët, signora di Montmirail |  |  |       |  |  |                                |  |  |                                   |  |
| Agnese II di Donzy, contessa di Nevers    |                                     | Erveo IV, barone di Donzy                      |                                         |  |  |       |  |  |                                |  |  |                                   |  |
|                                           |                                     | Matilde de Courtenay                           | Pietro II, signore di Courtenay         |  |  |       |  |  |                                |  |  |                                   |  |
|                                           |                                     | Matilde de Courtenay                           | Pietro II, signore di Courtenay         |  |  |       |  |  |                                |  |  |                                   |  |
|                                           |                                     | Matilde de Courtenay                           | Agnese I, contessa di Nevers            |  |  |       |  |  |                                |  |  |                                   |  |
|                                           |                                     | Matilde de Courtenay                           |                                         |  |  |       |  |  |                                |  |  |                                   |  |

### Fonti primarie
- (LA)  Monumenta Germaniae Historica, Scriptores, tomus IX.
- (LA)  Monumenta Germaniae Historica, Scriptores, tomus XXIII.
- (LA)  (FR)  Etude sur la chronologie des sires de Bourbon, Xe-XIIIe siecles.
- (LA)  (FR)  Titres de la maison ducale de Bourbon, tome premier
- (LA)  Recueil des historiens des Gaules et de la France. Tome 20.
- (LA)  Cartulaire du comté de Ponthieu.

### Letteratura storiografica
- (FR)  Histoire généalogique des ducs de Bourgogne de la maison de France.
- (FR)  #ES Histoire du Bourbonnais et des Bourbons qui l'ont possédé, Volume 1.